# الجميلة والخباز
لتكون معها  (بالعبرية: להיות איתה؛ تُنطق: لهيوت إيتا) مسلسل رومانسي كوميدي إسرائيلي تم بثه في 25 نوفمبر 2013 على القناة الثانية، يحكي قصة الحب بين خباز بسيط ونجمة عالمية، أخرجه عوديد راسكين تم كتاب نص المسلسل من قبل عاصي عازر، تلعب دور البطولة الممثلة روتم سيلا بعد انسحب رفائيلي. تتبع هذه السلسلة مقاربة هزلية لواقع الانقسامات العرقية اليهودية في إسرائيل من خلال استكشاف العلاقة بين امرأة أشكنازية ثرية ورجل يهودي شرقي من جذور يمنية من الطبقة العاملة بعدما تتصادم عوالم عارضة الأزياء الشقراء نوا هولاندر (سيلا) والخباز عاموس ضاري (الوش) عندما يلتقيان في إحدى الليالي في تل أبيب يواجهون تحديات للبقاء سويًا لاستمرار هذا الأرتباط.
أصبح الموسم الأول الأكثر مشاهدة لسلسلة البرامج النصية في إسرائيل، حيث اجتذب باستمرار نسبة 26.7٪ وحصة 37.6٪، واكتسب المشاهدين أكثر مع كل حلقة. استمر الموسم الثاني ليكون البرنامج النصي الأكثر مشاهدة في إسرائيل خلال تلك السنة. بعد البث على القناة الثانية الإسرائيلية، أصبح أول موسمين متاحين الآن على نتفليكس إسرائيل. عُرض الموسم الثاني منه لأول مرة في 9 مايو 2017. تم اختيار كلا الموسمين في صفقة عالمية من قبل أمازون في جميع أنحاء العالم للبث على أمازون برايم فيديو وعلى خدمة بث القناة الرابعة والتر بريزنتس في المملكة المتحدة.
في أبريل 2016، تم بيع المسلسل إلى القناة البريطانية 4، اعتبارًا من 23 أغسطس 2016، تم بث السلسلة، باسم «الجملية والخباز»  (بالإنجليزية: Beauty and the Baker). باللغة العبرية مع ترجمة باللغة الإنجليزية. 
مزيج المصادمات الثقافية والقيم الأسرية والشهرة والحب والفكاهة من سلسلة الجميلة والخباز صيغة رابحة للمذيعين الدوليين الذين يتطلعون إلى إنشاء سلسلة ناجحة مكتوبة بفترة ذروة النجاح التي حققته السلسلة الأصلية، يتم تطوير نسخة من قِبل كيشيت ستوديوز مع التلفزيون العالمي لقناة أيه بي سي، ومن قِبل Keshet Tresor Fiction النصية الجديد في Tresor للسوق الألمانية. كما تم بيعها في روسيا (CTC) وهولندا (Net5).

## ملخص السيناريو
نوا هولاندر شابة شقراء جميلة تعمل عارضة أزياء، لديها كل شيء تعيش من أجل المتعة وواحدة من أغنى النساء في إسرائيل. على مدى العامين الماضيين، كان لديها علاقة غرامية مع بيت إيفانز، أحد أكبر نجوم هوليود. شاب وسيم ناجح وغني - كل شيء مثالي. عاموس ضاري شاب يبلغ من العمر 28 عامًا ولا يزال يعيش مع والديه في شقتهما الصغيرة الضيقة يعمل في شركة عائلية - المخبز. يقضي معظم أيامه أمام الفرن، مما يجعله يكسب الحد الأدنى من الأجور. عندما لا يعمل، يكون مشغولاً بالحصول على أذن من فانيسا - صديقته، والتي لا تستطيع الانتظار حتى يخرج الخاتم ويقترح عليها الزواج، في ليلة في أحد مطاعم في تل أبيب الفاخرة ذهب عاموس مع صديقته فانيسا للاحتفال بالذكرى السنوية التاسعة لتعارفهما، فيما على الجانب الآخر تقرر نوا الانفصال عن شريكها ووفقا للصحف ذلك بسبب خيانته لها، يصل كلاهما نوا وعاموس إلى نفس المطعم في تلك الليلة، إنها هناك لتجاوز الانهيار، وهو هناك للخروج من خطوبة. يجتمعان عن طريق الصدفة، لقاء لن ينسوه أبدًا يؤدي إلى تطور قصة حب مفاجئة.

## طاقم العمل
- أفيف ألوش في دور عاموس ضاري، خباز يمني من بات يام.
- روتم سيلا في دور نوا هولاندر ، عارضة الأزياء العالمية وريثة من تل أبيب
- مارك إيفانير في دور تزفيكا غرانوت، وكيل أعمال نوا.
- هيلا سعادة في دور فانيسا ميمون، صديقة عاموس السابقة.
- دار زوزوفسكي في دور إيدن / دانييلا، مساعدة والد نوا
- عوفر حايون في دور عساف ضاري، شقيق عاموس ومغني بوب طموح.
- نافا ميدينا في دور أماليا ضاري، والدة عاموس
- شاني أفيف في دور ميراف ضاري، أخت عاموس المراهقة.
- أوري جافريل في دور أفي ضاري، والد عاموس
- يافا ليفي في دور شوش، أفضل صديق وجار لأماليا
- جايسون لويس في دور بيت إيفانز، ممثل هوليوود وصديق نوا السابق

## ترجمة إنجليزية في الحاشية
تم إطلاق نسخة بترجمة إنجليزية أسف الشاشة في الإنترنت على موقع القناة 4. وحصلت أمازون في 20 يونيو 2017 على الحقوق العالمية لأول موسميْن للمسلسل وستبثهما عبر الإنترنت حول العالم على أمازون فيديو، اعتبارًا من 9 أكتوبر 2021، لم يعد العرض متاحًا في الولايات المتحدة على أمازون فيديو. لم يكن من الواضح من أين يمكن بث العرض للمشاهدين في الولايات المتحدة.

## المواسم
| الموسم | الموسم | عدد الحلقات | بداية الموسم      | بداية الموسم | نهاية الموسم      | نهاية الموسم | متوسط تقييم |
| الموسم | الموسم | عدد الحلقات | تاريخ البث الأصلي | التقييم      | تاريخ البث الأصلي | التقييم      | متوسط تقييم |
| ------ | ------ | ----------- | ----------------- | ------------ | ----------------- | ------------ | ----------- |
|        | 1      | 10          | 25 نوفمبر 2013    | 22.5%        | 1 فبراير 2014     | 30.9%        | 30.4%       |
|        | 2      | 10          | 9 مايو 2017       | 21.4%        | 11 يوليو 2017     | 26.2%        | 21.8%       |
|        | 3      | يحدد لاحقا  | يحدد لاحقا        |              | يحدد لاحقا        |              |             |

### الموسم الأول (2013)
لقاء عرضي سمح ببداية قصة حب مفاجئة بل ربما مستحيلة في هذا المسلسل الكوميدي الرومانسي المعاصر والممتع. لا يزال «عاموس» الخباز ذو الـ28 عاماً يعيش مع والديه ويعمل في مهنة العائلة. «نوا» أشهر امرأة في البلاد وابنة عملاق الفنادق الجميلة. يلتقي «عاموس» و«نوا» عن طريق الخطأ، لكنه لقاء لن ينساه أي منهما.
| ر. الإجمالي | ر. في الموسم | العنوان        | المخرج       | الكاتب    | تاريخ العرض الأصلي |
| --- | ------------ | -------------- | ------------ | --------- | ------------------ |
| 1 | 1            | «حساء الخرشوف» | عوديد روسكين | عاصي عازر | 25 نوفمبر 2013     |
| يحتفل "عاموس" و"فانيسا" بذكرى حبهما التاسعة في أكثر مطاعم البلدة ترفاً خلال مأدبة عشاء في مطعم راقي في مدينة تل أبيب، "عاموس" يعرف أن "فانيسا" تتوقع منه أن يتقدم بطلب يدها، لكنه لا يزال غير واثق من مشاعره. وجود "نوا هولاندر" المشهورة في المطعم ذاته يتسبب بتشتيت أفكار "عاموس" قليلاً. عندما تقرر "فانيسا" أن تأخذ المبادرة، تتخذ أمسية الجميع منحى غير متوقع. |              |                |              |           |                    |

| ر. الإجمالي | ر. في الموسم | العنوان        | المخرج       | الكاتب    | تاريخ العرض الأصلي |
| --- | ------------ | -------------- | ------------ | --------- | ------------------ |
| 2 | 2            | «الرجل الخارق» | عوديد روسكين | عاصي عازر | 2 ديسمبر 2013      |
| توجه "فانيسا" إنذاراً لـ"عاموس": إما أن يتقدم للزواج بها بحلول الساعة 8 مساءً أو يخسرها للأبد. لسوء الحظ فإن عائلة "عاموس" لا تحب "فانيسا" كثيراً ولديهم آراء متضاربة حول هذا الموضوع. لا زال "تزفيكا"، وكيل "نوا" مصمماً على إفشال أي علاقة رومانسية ناشئة، ويحاول الإيقاع بالخباز الشاب وإذلاله حيث يترك "عاموس" ووضعه العاطفي عالقاً بأكثر من طريقة. |              |                |              |           |                    |

| ر. الإجمالي | ر. في الموسم | العنوان                 | المخرج       | الكاتب    | تاريخ العرض الأصلي |
| --- | ------------ | ----------------------- | ------------ | --------- | ------------------ |
| 3 | 3            | «معجب نوا: الجزء الأول» | عوديد روسكين | عاصي عازر | 9 ديسمبر 2013      |
| بالرغم من خوفه من الطيران يجد "عاموس" نفسه على متن طائرة متجهة إلى "لندن"، يرافق "نوا" إلى افتتاح أحد المعارض. خلال الرحلة، تدرس "نوا" تحضيراً لتجربة أداء لفيلم هوليوودي كبير. منتج الفيلم هو زير نساء ذائع الصيت، يُصر على اصطحاب "نوا" إلى العشاء بعد الافتتاح تاركين "عاموس" وحيداً في مدينة غريبة. في الديار، شقيقه "عساف" بانتظار مفاجأة. |              |                         |              |           |                    |

| ر. الإجمالي | ر. في الموسم | العنوان                  | المخرج       | الكاتب    | تاريخ العرض الأصلي |
| --- | ------------ | ------------------------ | ------------ | --------- | ------------------ |
| 4 | 4            | «معجب نوا: الجزء الثاني» | عوديد روسكين | عاصي عازر | 16 ديسمبر 2013     |
| ينتصف الليل و"عاموس" الذي يجوب شوارع "لندن" بلا هاتف أو محفظة نقود على وشك أن يكتشف أنه لا توجد خدمات مجانية حيث يتضح له أن من ينقذه هو معجب "نوا" الأكثر تصميماً. تلفت "نوا" أيضاً انتباه أحد المترصدين الذي يقرر أن يستخدم عملها السينمائي كورقة مساومة. يهرع "عاموس" لإنقاذها، لكن حالما يتقرب الثنائي الغير متوقع من بعضهما، هل كان "عاموس" صادقاً تماماً؟ |              |                          |              |           |                    |

| ر. الإجمالي | ر. في الموسم | العنوان            | المخرج       | الكاتب    | تاريخ العرض الأصلي |
| --- | ------------ | ------------------ | ------------ | --------- | ------------------ |
| 5 | 5            | «عشاء ليلة الجمعة» | عوديد روسكين | عاصي عازر | 22 ديسمبر 2013     |
| يوم الجمعة، الساعة 7 مساءً: "نوا" على وشك أن تصل لتناول العشاء في شقة العائلة الصغيرة ووالدة "عاموس" مصابه بالهلع. بالرغم من ازدياد عدد الأكاذيب، تتمكن العائلة من تجنب افتضاح أمرها خلال العشاء...إلى حين دخول "فانيسا" مرتدية ملابس نومها. مع انكشاف كل الألاعيب ومليونير وسيم يملأ منزل "نوا" بالأزهار، هل "عاموس" على وشك الاستيقاظ من هذا الحلم؟ |              |                    |              |           |                    |

| ر. الإجمالي | ر. في الموسم | العنوان                 | المخرج       | الكاتب    | تاريخ العرض الأصلي |
| ----------- | ------------ | ----------------------- | ------------ | --------- | ------------------ |
| 6           | 6            | «انتهى الأمر؟ لم ينته!» | عوديد روسكين | عاصي عازر | 29 ديسمبر 2013     |

| ر. الإجمالي | ر. في الموسم | العنوان           | المخرج       | الكاتب    | تاريخ العرض الأصلي |
| --- | ------------ | ----------------- | ------------ | --------- | ------------------ |
| 7 | 7            | «تعرفوا على آموس» | عوديد روسكين | عاصي عازر | 4 يناير 2014       |
| لم ينم "عاموس" طوال الليل، أمضى الليل وهو يحدق بـ"نوا" أكثر النساء جمالاً التي يمكنه أن يحلم بها. عليه فقط أن يحل مشكلة صغيرة واحدة...ألا وهي إخبار خطيبته "فانيسا" عنها. لسوء الحظ، ربما تكون هذه المهمة سبق ونُفذت من قبل الصحافة المتحرقة لكشف كل شيء عن حبيب "نوا" الجديد. في الوقت ذاته، حان الوقت ليحترم والد "عاموس"، "آفي" اختيارات أبنائه. |              |                   |              |           |                    |

| ر. الإجمالي | ر. في الموسم | العنوان         | المخرج       | الكاتب    | تاريخ العرض الأصلي |
| --- | ------------ | --------------- | ------------ | --------- | ------------------ |
| 8 | 8            | «تزفيكا العظيم» | عوديد روسكين | عاصي عازر | 18 يناير 2014      |
| تثير موهبة "عاموس" إعجاب "نوا" عندما يفاجئها بلوحة جدارية كبيرة. يرتب "عساف" لإحياء حفل صغير رغم تزامنه مع مباراة كرة السلة الأكبر لهذا العام في نفس الليلة. يمكن أن يمتلئ مكان الحفل كله إن استطاع "عساف" أن يحضر ضيف الشرف خاصته. يكتشف "تزفيكا" و"فانيسا" أن بينهما مصلحة مشتركة، لكن هل علاقة "نوا" و"عاموس" قوية بما يكفي كي تصمد في وجه ما يخططان له؟ |              |                 |              |           |                    |

| ر. الإجمالي | ر. في الموسم | العنوان                | المخرج       | الكاتب    | تاريخ العرض الأصلي |
| --- | ------------ | ---------------------- | ------------ | --------- | ------------------ |
| 9 | 9            | «إيلات، ها نحن قادمان» | عوديد روسكين | عاصي عازر | 25 يناير 2014      |
| دُمرت سعادة "عاموس" و"نوا" بالأخبار عن أن حبيبها السابق "بيت" نجم هوليوودي مشهور، سيصل إلى المدينة. سبق وبدأت الصحف بالمقارنة بين حبيبي "نوا"، وتلك المقارنة لم تكن في صالح "عاموس". بدأت "فانيسا" و"تزفيكا" بتنفيذ خطتهما. شقيقة "عاموس" الصغيرة "ميراف" تبدأ باختبار مشاعرها. ولسوء الحظ، تسير حياة "عساف" كما لو أنها فيلم ذو قصة مأساوية... |              |                        |              |           |                    |

| ر. الإجمالي | ر. في الموسم | العنوان      | المخرج       | الكاتب    | تاريخ العرض الأصلي |
| --- | ------------ | ------------ | ------------ | --------- | ------------------ |
| 10 | 10           | «أربع قبلات» | عوديد روسكين | عاصي عازر | 1 فبراير 2014      |
| لا يهدر "بيت" ثانية من وقته ويتقدم للزواج من "نوا" لحظة نزوله من الطائرة! تسرع "فانيسا" كي تخبر "عاموس" وتروي الأكاذيب حول ما حدث. تقرر "أماليا" أن تصلح الأمور بعد أن وجدت ابنها الأكبر محطم الفؤاد إضافة إلى فشل أحلام "عساف" بالنجومية واضطراب حياة "ميراف" العاطفية. لكن عندما تعترف "فانيسا" بالحقيقة أخيراً، هل يكون "عاموس" مستعداً كي يحارب من أجل حبه لـ"نوا"؟ |              |              |              |           |                    |

### الموسم الثاني (2017)
مضت 6 أشهر على بداية قصة حب «نوا» و«عاموس» المستحيلة وقد تغيرت حياة الخباز اليافع البسيط. إنه يعيش في منزل «نوا» الفخم وهو الشاب الذي يريد الجميع معرفته. والأهم من ذلك، الثنائي غارقان في الحب و«نوا» مستعدة كي تتخذ الخطوة التالية في علاقتهما. لكن هل يمكنهما تخطي العقبات التي ستعترضهما حالما يتصادم عالميهما المختلفان تماماً معاً؟
| ر. الإجمالي | ر. في الموسم | العنوان       | المخرج       | الكاتب       | تاريخ العرض الأصلي |
| --- | ------------ | ------------- | ------------ | ------------ | ------------------ |
| 11 | 1            | «الوالد قادم» | عوديد روسكين | دانا إيديسيس | 9 مايو 2017        |
| مضت 6 أشهر وقام "عاموس" باستبدل شقة عائلته المزدحمة بمنزل "نوا" الفاخر بالرغم من أنه لا يزال يعمل في المخبز. خلال حفلة مفاجأة مترفة أقامتها "نوا" للاحتفال بعيد ميلاد "عاموس"، تخطط "نوا" لمفاجأة أخرى، لكن تمت مقاطعة احتفالاتهم بحضور غير متوقع وغير مرحب به من قبل والد "نوا" عملاق صناعة الفنادق "جدعون هولاندر". |              |               |              |              |                    |

| ر. الإجمالي | ر. في الموسم | العنوان              | المخرج       | الكاتب       | تاريخ العرض الأصلي |
| --- | ------------ | -------------------- | ------------ | ------------ | ------------------ |
| 12 | 2            | «أسوأ يوم في حياتها» | عوديد روسكين | دانا إيديسيس | 9 مايو 2017        |
| الاختلاف بالرأي بين "عاموس" و"نوا" حول خطط زفافهما المقبل تصبح حديث العامة، مما يرغم "نوا" على الاعتذار. في هذه الأثناء، مساعدة "جدعون" "إيدن" لديها رسالة لـ"عاموس" ومع المزيد من الفضائح التي ستفتعلها حبيبته السابقة، تصبح "فانيسا" حليف غير متوقع لتفاوض على صمتها. لكن هل سيكون ذلك كافياً لإصلاح علاقة "نوا" المشوهة مع والدها؟ |              |                      |              |              |                    |

| ر. الإجمالي | ر. في الموسم | العنوان           | المخرج       | الكاتب       | تاريخ العرض الأصلي |
| --- | ------------ | ----------------- | ------------ | ------------ | ------------------ |
| 13 | 3            | «يايرس من الماضي» | عوديد روسكين | دانا إيديسيس | 16 مايو 2017       |
| تدرك "نوا" أن والدها على وشك الإفلاس وأن الوحيد الذي يستطيع إنقاذه هو صديق طفولتها الوسيم والثري "يايرس ألتمان". يحتاج "جدعون" إلى مساعدة "نوا" كي يصفح عنه "يايرس". ورغم اعترافات "يايرس" المفاجئة، تنجح "نوا" في تهدئة الأمور لكن "يايرس" يوجه لاحقاً إنذاراً غير متوقع. يتخذ "عساف" خطوة جذرية كي يحظى بموافقة أمه على حبيبته "بلانكا". |              |                   |              |              |                    |

| ر. الإجمالي | ر. في الموسم | العنوان           | المخرج       | الكاتب       | تاريخ العرض الأصلي |
| --- | ------------ | ----------------- | ------------ | ------------ | ------------------ |
| 14 | 4            | «في فستان الزفاف» | عوديد روسكين | دانا إيديسيس | 30 مايو 2017       |
| يقترب "جدعون" من الإفلاس أكثر من أي وقت مضى. ومع ذلك، ليس لديه نية في الموافقة على طلب "يايرس" غير المعقول بقضاء ليلة واحدة مع ابنته. بعد أن نجحت أخيراً في أن تصبح خطيبة أحدهم، تجد "فانيسا" فستان الزفاف الذي طالما حلمت به ثم تخسر مباشرة. يواجه "عاموس" قراراً صعباً بينما تستمر "نوا" فيما تظنه غزلاً غير ضار مع "يايرس". |              |                   |              |              |                    |

| ر. الإجمالي | ر. في الموسم | العنوان       | المخرج       | الكاتب       | تاريخ العرض الأصلي |
| --- | ------------ | ------------- | ------------ | ------------ | ------------------ |
| 15 | 5            | «رجل العصابة» | عوديد روسكين | دانا إيديسيس | 6 يونيو 2017       |
| إنه صباح يوم العرض الافتتاحي لفيلم "غانغستر"، فيلم "نوا" الهوليوودي الجديد ويفاجأها "عاموس" بهدية لترتديها تلك الليلة، قلادة جدته الذهبية. لسوء حظ "عاموس"، منافسه "يايرس" لديه هدية مفاجئة من ألماس أيضاً. بينما يزداد التوتر وتتسارع الأحداث، ستنتهي الليلة بدخول بعض العلاقات بحالة كارثية وتلك هي البداية فقط. |              |               |              |              |                    |

| ر. الإجمالي | ر. في الموسم | العنوان      | المخرج       | الكاتب       | تاريخ العرض الأصلي |
| --- | ------------ | ------------ | ------------ | ------------ | ------------------ |
| 16 | 6            | «في بلغاريا» | عوديد روسكين | دانا إيديسيس | 13 يونيو 2017      |
| في صباح اليوم التالي للعرض الافتتاحي للفيلم ومع تلقيه أصداء جيدة، تغادر "نوا" إلى "أمستردام" من أجل العرض التالي. لكن مع اتجاه "عاموس" إلى "بلغاريا" مع "إيدن" و"جدعون" لبيع لوحات "عاموس" كما هو مفترض، سعادتها لم تكن مكتملة. يعمل "يايرس" على مفاجاة "نوا" في "أمستردام" لكن حب "عاموس" هو ما سيتم اختباره الليلة. "عساف"، "بلانكا" و"أماليا" يحاولون المصالحة. |              |              |              |              |                    |

| ر. الإجمالي | ر. في الموسم | العنوان                                | المخرج       | الكاتب       | تاريخ العرض الأصلي |
| --- | ------------ | -------------------------------------- | ------------ | ------------ | ------------------ |
| 17 | 7            | «لم يكن هناك شيء، لأنه لم يحصل أي شيء» | عوديد روسكين | دانا إيديسيس | 20 يونيو 2017      |
| عاموس يريد الاعتراف بما حدث في "بلغاريا" لكن "نوا" تفاجئه بإخباره أنها قُُبلت في دور لفيلم جديد. وعندما تطلب "نوا" من "عاموس" أن يذهب معها إلى "نيوزيلاندا" لتصوير الفيلم لمدة ثلاثة أشهر، تتفاجأ عندما يوافق. لسوء الحظ، محاولات "إيدن" لحل أزمة "جدعون" المالية ستحرص على ألا يبقى سر "عاموس" طي الكتمان لمدة طويلة. |              |                                        |              |              |                    |

| ر. الإجمالي | ر. في الموسم | العنوان      | المخرج       | الكاتب       | تاريخ العرض الأصلي |
| --- | ------------ | ------------ | ------------ | ------------ | ------------------ |
| 18 | 8            | «زفاف مشؤوم» | عوديد روسكين | دانا إيديسيس | 27 يونيو 2017      |
| بعد ليلة عصيبة تُطلع "نوا" الإعلام على سبب انفصالهما: "عاموس" خانها. "يايرس" لا يفوت فرصة الوقوف إلى جانب "نوا" ليرى الجميع ذلك. تعم الفوضى في زفاف "فانيسا" عندما تخرج حقيقة ما حصل في ليلة العرض الافتتاحي إلى الملأ. "تزفيكا" لديه معلومات مهمة عن "إيدن" لكن "نوا" ترفض الاستماع بينما تذهب إلى منزل "يايرس" |              |              |              |              |                    |

| ر. الإجمالي | ر. في الموسم | العنوان      | المخرج       | الكاتب       | تاريخ العرض الأصلي |
| --- | ------------ | ------------ | ------------ | ------------ | ------------------ |
| 19 | 9            | «أخبار سيئة» | عوديد روسكين | دانا إيديسيس | 4 يوليو 2017       |
| بينما يحزم "عاموس" أمتعته يعلن "تزفيكا" ما اكتشفه عن هوية "إيدن" الحقيقية. يواجه "عاموس" "جدعون" مقتنعاً أنه خلف هذه المؤامرة لكن الحقيقة سيكون لها نتائج مدمرة. هل تأخر "عاموس" في إيقاف "يايرس" عن نيل مبتغاه؟ تحاول عائلة "فانيسا" التدخل، حان الوقت لتحرر نفسها من هوسها بـ"عاموس". |              |              |              |              |                    |

| ر. الإجمالي | ر. في الموسم | العنوان    | المخرج       | الكاتب       | تاريخ العرض الأصلي |
| --- | ------------ | ---------- | ------------ | ------------ | ------------------ |
| 20 | 10           | «جنة إيدن» | عوديد روسكين | دانا إيديسيس | 11 يوليو 2017      |
| تنجح خطة "إيدن" و"يايرس" في الانتقام حيث تدرك "نوا" أنها مفلسة الآن مثل أبيها. لكن ضمير "يايرس" يأنبه مما يثير هلع "إيدن". يعقد "عاموس" صفقة كي يساعد "عساف" قبل أن يلتقي "نوا" وفي جعبته مفاجأة غير متوقعة. لكن مع تصميم "إيدن" على ألا تسمح لـ"نوا" بالانتصار، هل يمكن لـ"عاموس" و"نوا" أن يحظيا بنهاية سعيدة؟ |              |            |              |              |                    |

## النسخة الأمريكية
نوفمبر 2018 ، تم الإعلان عن إنتاج نسخة أمريكية من المسلسل من قِبل دين جورجاريس وديفيد فرانكل من خلال كيشيت ستوديوز و يونيفرسال تيلفيشن على أيه بي سي. من المقرر أن يقوم جورجاريس وفرانكل بالكتابة والإخراج ، وسيقوم كل منهما بإنتاج المنتجات التنفيذية إلى جانب آفي نير وألون شتتروزمان وبيتر تراوجوت وراشيل كابلان. في يناير 2019 ، في 11 مايو 2019 ، أمرت أيه بي سيالأمريكية بعنوان The Baker & The Beauty بالتسلسل لموسم التلفزيون 2019-2020.

## روابط خارجية
- الجميلة والخباز على موقع IMDb (الإنجليزية)
- الجميلة والخباز على موقع نتفليكس (الإنجليزية)
- الجميلة والخباز على موقع كينوبويسك (الروسية)
- الجميلة والخباز على موقع قاعدة بيانات الفيلم (الإنجليزية)

- الجميلة والخباز  في قاعدة بيانات الأفلام على الإنترنت (بالإنجليزية)
- الجميلة والخباز في القناة الثانية الإسرائيلية (بالإنجليزية)